# Magdaléna Štrompachová
Magdaléna Štrompachová (23. září 1919 Budapešť – 17. listopadu 1988 Bratislava) rozená jako Magdolna Drescher (15. února 1935 přejmenována na „Batkay“), byla maďarsko-slovenská akademická malířka, restaurátorka a pedagožka s těžištěm působení na Slovensku.
Se svým manželem, akademickým malířem Ľudovítem Štrompachem založila první výtvarný obor na Ľudovej škole umenia (LŠU) v Prievidzi (15. březen 1963), v němž od roku 1964 do roku 1973 působila jako výtvarný pedagog.

## Životopis
Narodila se rodičům Ferenci Józsefu Drescherovi, učiteli hry na housle a Marii Drescherové (roz. Hübner), také 15. února 1935 přejemenované na „Batkay“.
V roce 1946 se vdala a přestěhovala se z Budapešti do Prahy, kde pracovala ve filmových ateliérech na Barrandově v „Krátkém filmu Praha a. s.“ V roce 1950 se přestěhovala s rodinou na střední Slovensko, kde žila část manželovy rodiny a společně založili 15. března 1963 první výtvarný obor na LŠU v Prievidzi. Zde od roku 1964 do roku 1973 působila jako výtvarný pedagog. Od roku 1986 žila střídavě v Bratislavě a v Budapešti. Zemřela v roce 1988 v Bratislavě. Byla pohřbena na Ružinovském (dnes Vrakuňském) hřbitově v Bratislavě v III. kruhu.

## Studium
Studovala na Královské výtvarné akademii (maď. Országos Magyar Királyi Képzőművészeti Főiskola) v Budapešti u významných maďarských akad. malířů (István Boldizsara, Istvana Szőnyiho, Zsigmonda Strobla).

## Ocenění

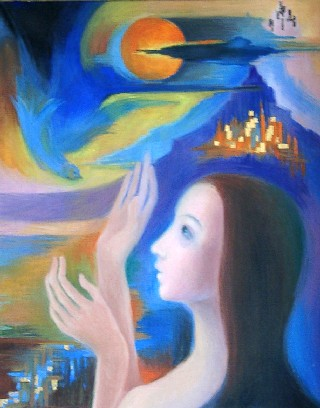
Modrý pták

Během studií v Budapešti byla její díla vybrána do různých soutěží, na kterých získala vždy první ocenění. Kromě těchto ocenění byla nositelkou několika ocenění za svou pedagogickou činnost. Jedno z ocenění za pedagogickou činnost jí bylo uděleno „in memoriam“.

## Tvorba
Vytvořila obrovské množství výtvarných děl, které se nacházejí v Maďarsku, na Slovensku, v Rakousku a Německu. Od roku 1946 pracovala v Krátkém filmu Praha jako jedna z prvních animátorek kresleného filmu. K tvorbě přispěla návrhy pohádkových kreslených postav a loutek.

## Pedagogická činnost
Od roku 1964 do roku 1973 působila jako výtvarný pedagog na LŠU v Prievidzi, kde založila výtvarný obor spolu se svým manželem akademickým malířem Ludvíkem Štrompachem. Mnozí její žáci jsou dnes významní slovenští výtvarníci a sochaři.